# Cerro Corá (Berg)
Der Cerro Corá ist ein Berg in Paraguay mit einer Höhe von 318 Metern. Er liegt auf dem Gebiet der Stadt Pedro Juan Caballero, im Departamento Amambay, in der Cordillera del Amambay.

## Geschichte
Die letzte Schlacht des Tripel-Allianz-Krieges die Schlacht von Schlacht von Cerro Corá fand am 1. März 1870 beim Cerro Corrá statt.
Heute befindet sich dort der 1976 errichtete 5200 Hektar große Nationalpark Cerro Corá (spanisch Parque Nacional Cerro Corá).